# Cap Wrath
Pour l’article homonyme, voir Cape Wrath (série télévisée).
Le cap Wrath (en gaélique écossais : Am Parbh) est un cap du Royaume-Uni situé dans le nord-ouest de l'Écosse, dans le council area de Highland.
Malgré sa position septentrionale, il n'est pas le cap le plus au nord de l'île de Grande-Bretagne, ce titre revenant au Easter Head, située plus à l'est, avec 58° 40' de latitude Nord.